# Theaterpreis der Landeshauptstadt München
Der Theaterpreis der Landeshauptstadt München  wird seit 1992 in unregelmäßigen Abständen und seit 1999 alle drei Jahre – alternierend mit dem Tanzpreis und dem Musikpreis – vom Stadtrat Münchens verliehen. Der Theaterpreis wird an Persönlichkeiten oder Ensembles vergeben, „die ihren Wohnsitz bzw. ihre Wirkungsstätte innerhalb Münchens haben oder deren Schaffen mit dem Theaterleben Münchens eng verknüpft ist“. Das Vorschlagsrecht liegt bei einer vom Stadtrat berufenen Kommission, bestehend aus Fachjuroren, Stadträten und dem Vorjahrespreisträger. Die Auszeichnung ist mit 10.000 Euro dotiert.

## Preisträger
- 2023: Ruth Geiersberger
- 2020: Walter Hess
- 2017: Annette Paulmann
- 2014: Christian Stückl
- 2011: Brigitte Hobmeier
- 2008: Tilmann Broszat und Gottfried Hattinger (Leiter des Theaterfestivals Spielart)
- 2005: Jennifer Minetti
- 2002: George Froscher
- 1999: Elisabeth Schweeger
- 1997: Alexeij Sagerer
- 1995: Jürgen Rose
- 1993: Jörg Hube
- 1992: Max Keller